# Leslie Laing
Leslie Alphonso „Les“ Laing (* 19. Februar 1925 in Linstead; † 7. Februar 2021 in Clermont, Vereinigte Staaten) war ein jamaikanischer Sprinter, der in den Jahren nach dem Zweiten Weltkrieg erfolgreich war.
Bei den Olympischen Spielen 1948 in London vertrat er sein Land auf den beiden kurzen Sprintstrecken. Während er über 100 Meter schon im Vorlauf ausschied, kam er über 200 Meter ins Finale, wo er sich in 21,6 s als Sechster und Letzter platzierte. In der 4-mal-400-Meter-Staffel gehörte er zur jamaikanischen Mannschaft, die aufgrund einer Verletzung von Arthur Wint das Rennen nicht beenden konnte.
Vier Jahre später bei den Olympischen Spielen 1952 in Helsinki startete er über 200 Meter und kam in 21,2 s auf den fünften Platz.
In der 4-mal-400-Meter-Staffel hatte die jamaikanische Mannschaft diesmal mehr Glück. In der Besetzung Arthur Wint, Laing, Herb McKenley und George Rhoden gewann sie nicht nur die Goldmedaille vor den USA mit Schlussläufer Mal Whitfield, sondern holte sich in 3:03,9 min auch noch den Weltrekord. Auch die Teams aus den USA und Deutschland, die die Silber- bzw. die Bronzemedaille gewannen, blieben noch unter dem alten Weltrekord von 3:08,2 min, den die US-Amerikaner Ivan Fuqua, Edgar Ablowich, Karl Warner und Bill Carr zwanzig Jahre zuvor, bei den Olympischen Spielen 1932 in Los Angeles, aufgestellt hatten. Damit war einer der ältesten Leichtathletik-Weltrekorde ausgelöscht. Der neue Rekord sollte acht Jahre Bestand haben: Erst 1960, bei den Olympischen Spielen in Rom, wurde er von den USA auf 3:02,2 min gedrückt (das zweitplatzierte deutsche Quartett unterbot mit 3:02,7 min ebenfalls die alte Marke der Jamaikaner). 
Im Jahr 2005 wurde Leslie Laing in die Central American and Caribbean Confederation Hall of Fame aufgenommen. 